# Television Playhouse
Television Playhouse era un programa de televisión estadounidense, emitido por la cadena NBC durante 1947 y 1948.
En el programa se realizaban representaciones en vivo de obras, en algunas de las cuales aparecían actores reconocidos. Cada episodio era de 30 minutos de duración, y presentaba actores y actrices que no habían logrado el estrellato. Una amplia variedad de obras fueron presentadas en el programa.
Aunque Television Playhouse duró poco, el formato de "representaciones en vivo" se volvió popular durante inicios de los años 50.